# Jacques De Meyer
Pour les articles homonymes, voir De Meyer.
Jacques De Meyer ou De Meyere, connu dans la République des Lettres comme Iacobus Meyerus, est un poète latin, historien et humaniste flamand, né à Flètre (Vleteren) près de Bailleul (d'où son surnom de Baliolanus qu'il se donnait), le 17 janvier 1491 et décédé à Bruges le 5 janvier 1552.

## Biographie
Ses parents qui étaient pauvres moururent avant ses douze ans, le laissant sans ressources, mais il fut éduqué par son parrain Jacques van Poers, curé de Honderghem, qui lui fit suivre de bonnes études.
Il put ainsi se perfectionner à Paris à La Sorbonne où il étudie la philosophie et obtint son doctorat en théologie. Il put y rencontrer Erasme. De retour en Flandre, il résida a Ypres, puis à Bruges où il dirigea une école latine. Il devint un poète latin élégant et renommé de son temps. Mais c'est vers l'histoire qu'il se dirigea ensuite, dédiant à la Flandre des Annales qui en retraçaient l'histoire ; celle-ci sont encore souvent citées et recopiées par les auteurs postérieurs.
Antoine de Meyere, son neveu naquit comme lui à Flêtre en 1527. Il continua son œuvre et alla se perfectionner à Paris en poésie latine et histoire

## Œuvres
- Hymni aliquot ecclesiastici, meliores redditi, item Carmina pia Jacobi Meyeri Balliolani, una cum annotationibus in duos hymnos trochaïcos Aurelii Prudentii, Louvain : Rutgerus Rescius, 1537.
- Flandricarum rerum tomi X, Anvers, 1531. Lire en ligne.
- Commentarii sive annales rerum Flandricarum, Anvers, 1561 (édition posthume par son neveu Antoine De Meyer). Lire en ligne.